# Pumping Iron 2
Pour plus de détails, voir Fiche technique et Distribution.
Pumping Iron 2 (titre alternatif : Pumping iron 2 Les Superstars Du Muscle) est le titre français d'un documentaire sportif sur le milieu du culturisme professionnel, qui prend pour cadre le concours Mr. Olympia 1980, à Sydney.
Malgré le titre français, ce film n'est pas une suite de Pumping Iron et ne doit pas être confondu avec la véritable suite Pumping Iron 2: The Women, consacré au culturisme féminin.

## Synopsis
Arnold Schwarzenegger explique comment il lui a fallu reprendre l'entraînement afin de concourir une septième fois pour le titre de Mr Olympia, qu'il a déjà remporté lors de précédentes éditions.
Plusieurs autres concurrents sont également interviewés.

## Fiche technique
- Titre original : The Comeback
- Titre français : Pumping Iron 2
- Réalisation : Kit Laughlin
- Scénario : Geoff Bennett
- Photographie : Andrew Lesnie
- Montage : Geoff Bennett
- Musique : Michael Small
- Production : Jerome Gary, George Butler
- Pays d'origine : Australie
- Format : Couleurs
- Genre : documentaire
- Durée : 60 minutes
- Date de sortie : 1980

## Distribution
- Arnold Schwarzenegger (VF : Jean-Louis Faure) : Lui-même
- Tom Platz : Lui-même
- Sergio Oliva : Lui-même
- Franco Columbu : Lui-même
- Frank Zane : Lui-même
- Casey Viator : Lui-même
- Chris Dickerson : Lui-même
- Mike Mentzer : Lui-même